# Formazione gessoso-solfifera
La Formazione gessoso-solfifera è una definizione geologica utilizzata per indicare sedimenti evaporitici primari e secondari di età miocenica superiore situati nell'area appenninica, presenti dal Piemonte all'Emilia-Romagna, nelle Marche e in Toscana, nonché in Sicilia e Calabria.

## Descrizione e genesi
Si tratta di depositi di gesso, calcari solfiferi, salgemma e altri sali in quantità inferiore risalenti al periodo Messiniano (ca. 6-5 milioni di anni fa).
All'origine della formazione gessoso-solfifera vi è un evento tettonico localizzato nel Mediterraneo occidentale che causò il sollevamento di una soglia e la conseguente chiusura dello stretto di Gibilterra. L'assenza di comunicazioni con le acque oceaniche atlantiche determinò condizioni di ipersalinità nel Mediterraneo e la sua tendenza al prosciugamento: l'intensa evaporazione favorì la formazione di pozze salmastre dove si depositarono grosse quantità di sali: principalmente gesso (solfato di calcio) e cloruri.
Il fenomeno, noto come Crisi di salinità del Messiniano, ebbe una ciclicità tale da formare più di quindici depositi gessosi spessi fino a 20 metri, alternati a livelli sottili di argille bituminose.
all'inizio del Pliocene (ca. 5 milioni di anni fa), un ulteriore evento tettonico abbassò il livello della soglia, generando la riapertura dello stretto di Gibilterra, generando un'improvvisa ingressione di acque oceaniche del bacino del Mediterraneo e ricoprendo i sedimenti evaporitici con sedimenti di mare profondo: principalmente carbonati pelagici (Trubi) e argille fini.
Nel Quaternario, durante le fasi terminali dell'orogenesi appenninica il fondo marino si sollevò, formando l'attuale catena appenninica. I movimenti tettonici, particolarmente intensi verso la Pianura padana con formazione di pieghe e faglie, portarono all'esposizione e alla parziale erosione dei depositi messiniani, che oggi affiorano attualmente in modo estremamente discontinuo lungo quasi tutta la catena appenninica. La formazione è presente anche nel sottosuolo della Pianura padana, ricoperta prima dai depositi pliocenici e quindi da quelli alluvionali quaternari, e sotto il fondale del Mare Adriatico.

## Rapporti stratigrafici e datazione
Il termine Formazione Gessoso Solfifera entrò in uso nell'800, ma la geologia moderna tende a scomporre questa unità (molto eterogenea) in vari gruppi, la cui classificazione è ancora oggi oggetto di studio e discussione; si possono comunque citare:
- la Formazione della Vena del Gesso (carbonati, solfati e cloruri, cioè evaporiti primarie, prevalentemente selenitiche, nell'Appennino bolognese e romagnolo)
- la formazione di Sapigno (evaporiti clastiche risedimentate)
- la formazione Cattolica e la formazione di Pasquasia (evaporiti della Sicilia)

### La vena del gesso romagnola
Fin da tempi antichi i contadini romagnoli usavano chiamare "Vena ed Zess'" quegli strani corpi rocciosi che spiccavano nel paesaggio, caratterizzati da un profilo frastagliato e da rocce più dure rispetto alle circostanti colline argillose.
Nella zona collinare che va da Bologna fino a Ravenna, infatti, la formazione gessoso-solfifera è particolarmente evidente ed è stata molto importante per quanto riguarda l'economia.
Le cave di gesso furono, infatti, sfruttate per molti secoli.
In particolare, la selenite - una varietà di gesso a grossi cristalli - era utilizzata come materiale da costruzione.
La città di Bologna, le cui colline sono caratterizzate da numerosi affioramenti gessosi, è ricca di testimonianze di questo utilizzo, dalle torri (la base della Torre degli Asinelli e quella della Garisenda sono ricoperte di selenite), alla prima cerchia di mura (ora distrutta).
La peculiarità e specificità di questi affioramenti gessosi ha portato all'istituzione del Parco Regionale Vena del Gesso Romagnola su un'area di oltre 2000 ettari estesi per circa 25 km per due terzi in provincia di Ravenna ed un terzo in provincia di Bologna, ai confini con la Riserva del Contrafforte Pliocenico e il Parco dei Gessi Bolognesi e Calanchi dell'Abbadessa.
Nel settembre 2023, la Vena del Gesso Romagnola è stata riconosciuta come Patrimonio dell'UNESCO, un riconoscimento significativo che sottolinea l'importanza geologica, ambientale e culturale di questa formazione. Il riconoscimento è stato attribuito per il suo valore universale eccezionale, contribuendo a promuovere la conservazione di questo sito unico per le future generazioni 

### La serie gessoso-solfifera in Sicilia
La chiusura del Bacino del Mediterraneo portò la creazione di due diversi cicli di deposizione, uno superiore e uno inferiore, rispettivamente nella Sicilia settentrionale e meridionale, fino al limite dell'Avanfossa di Gela.
Generalmente, la serie gessoso solfifera segue questa serie, partendo dall'unità deposizionale più antica:
- Tripoli, ovvero diatomiti bianchissime friabili ricche in fossili di pesce.
- Calcare di base, calcari dolomitici compatti
- Gesso
- Arenazzolo, depositi sabbiosi centimetrici presenti solo in alcune aree della Sicilia (come ad Agrigento o ad Enna). Rappresenta la formazione superiore della serie gessoso-solfifera, successivamente alla sua deposizione, infatti, avviene la riapertura del Bacino del Mediterraneo e la conseguente deposizione dei Trubi.